# Теорема Данжуа — Лузина
Теоре́ма Данжуа́ — Лу́зина об абсолютно сходящихся тригонометрических рядах: если тригонометрический
ряд
{\displaystyle \sum _{n}a_{n}\cos nx+b_{n}\sin nx}
сходится абсолютно на множестве положительной меры Лебега,
то ряд, составленный из абсолютных величин его коэффициентов,
сходится и, следовательно, исходный тригонометрический ряд сходится
абсолютно и равномерно на всей числовой оси.
Свойство положительности меры множества сходимости не является необходимым.
Существуют совершенные множества меры
нуль, из сходимости на которых ряда следует сходимость ряда абсолютных величин его коэффициентов.

## История
Теорема установлена независимо Данжуа и Лузиным в 1912.